# Lodger
| 전문가 평가                   | 전문가 평가 |
| 평가 점수                     | 평가 점수   |
| 출처                          | 점수        |
| ----------------------------- | ----------- |
| AllMusic                      | [ 3 ]       |
| Blender                       | [ 4 ]       |
| Chicago Tribune               | [ 5 ]       |
| Encyclopedia of Popular Music | [ 6 ]       |
| Entertainment Weekly          | B+          |
| Pitchfork                     | 8.5/10      |
| Q                             | [ 9 ]       |
| The Rolling Stone Album Guide | [ 10 ]      |
| Spin                          | [ 11 ]      |
| The Village Voice             | A−          |

《Lodger》는 영국의 싱어송라이터 데이비드 보위의 열세 번째 스튜디오 음반이다. 원래 RCA 레코드에 의해 1979년 5월 25일에 발매되었다. 《Low》과 《"Heroes"》(둘 다 1977년)에 이어 베를린 3부작의 세 번째이자 마지막 편인 베를린 3부작은 스위스와 뉴욕에서 공동작업자 브라이언 이노와 프로듀서 토니 비스콘티와 함께 녹음됐다. 보위의 이전 두 음반과 달리 《Lodger》는 이노의 우회 전략 카드에서 영감을 받은 월드 뮤직의 요소와 녹음 기법을 실험하면서 악기 연주와 다소 더 대중적인 스타일을 담고 있었다.
이 음반은 보위의 기준으로는 상업적으로 크게 성공한 음반이 아니었다. 초창기 발매 때 평론가들로부터 무관심하게 받아들여진 이 음반은 현재 보위의 가장 저평가된 음반들 중 하나로 널리 여겨지고 있다. 이 음반에는 영국 톱 10 히트곡 〈Boys Keep Swinging〉을 포함한 여러 싱글곡들이 함께 했다.
이 작품은 보위의 가장 영향력 있는 작품 중 하나로, 특히 1990년대 브릿팝 운동에 두 개의 주요 브릿팝 밴드인 오아시스가 《Lodger》의 〈Look Back in Anger〉의 이름을 따 1996년 히트곡 1위를 〈Don't Look Back in Anger〉로 이름을 올렸고, 1997년 히트곡 〈M.O.R.〉에서 〈Fantastic Voyage〉와 〈Boys Keep Swinging〉과 같은 화음순서를 사용했던 블러와 함께 있다. 이 음반은 여러 번 재발매되었고 2017년 《A New Career in a New Town (1977–1982)》 박스 세트의 일부로 리마스터드되었다.

## 포장재
보위는 영국의 팝 아티스트 데렉 보시어와 커버 디자인에 협력했다. 오리지널 게이트폴드 음반 슬리브에는 사진작가 브라이언 더피가 사고 희생자로서 보위의 전신 촬영이 특징으로, 코뼈가 부러진 것으로 보이는 무거운 화장을 하고 있었다. 효과를 위해, 이미지는 의도적으로 폴라로이드 SX-70 타입 카메라로 촬영되었다. 대문간 안쪽에는 체 게바라 시체와 안드레아 만테냐의 《그리스도에 대한 애도》, 보위가 커버 사진으로 낭독되는 사진이 들어 있었다. 이 사진들은 1991년 라이코디스크 CD 재발행에서 재현되지 않았다.

## 곡 목록
모든 곡들은 특별한 언급이 없는 한 데이비드 보위와 브라이언 이노에 의해 작사 및 작곡하였다.
| #  | 제목                     | 작사·작곡 | 재생 시간 |
| -- | ------------------------ | --------- | --------- |
| 1. | 〈Fantastic Voyage〉     |           | 2:55      |
| 2. | 〈African Night Flight〉 |           | 2:54      |
| 3. | 〈Move On〉              | 보위      | 3:16      |
| 4. | 〈Yassassin〉            | 보위      | 4:10      |
| 5. | 〈Red Sails〉            |           | 3:43      |

| #  | 제목                   | 작사·작곡                   | 재생 시간 |
| -- | ---------------------- | --------------------------- | --------- |
| 1. | 〈DJ〉                 | 보위, 이노, 카를로스 알로마 | 3:59      |
| 2. | 〈Look Back in Anger〉 |                             | 3:08      |
| 3. | 〈Boys Keep Swinging〉 |                             | 3:17      |
| 4. | 〈Repetition〉         | 보위                        | 2:59      |
| 5. | 〈Red Money〉          | 보위, 알로마                | 4:17      |

## 인증
| 국가                       | 인증 | 판매량/출하량 |
| -------------------------- | ---- | ------------- |
| 프랑스 (SNEP)              |      | 195,900       |
| 네덜란드 (NVPI)            | 골드 | 50,000^       |
| 영국 (BPI)                 | 골드 | 100,000^      |
| ^출하량을 기반으로 한 인증 |      |               |